# Greatest Hit (...and 21 Other Pretty Cool Songs)
Greatest Hit (...and 21 Other Pretty Cool Songs)' je prvi kompilacijski album američkog progresivnog metal sastava Dream Theater. Naslov albuma aludira na najveći singl sastava, pjesmu "Pull Me Under" koja je donijela veliki komercijalni uspjeh sastavu tijekom 1992. godine kada je, konstantim emitiranjem video spota na televizijskoj postaji MTV, pridonijela velikoj brojci prodanih primjeraka albuma Images and Words. Sastav je album izdao 1. travnja 2008. godine kao dvostruko CD izdanje sa svim hitovima s prijašnjih albuma, izuzev albuma Systematic Chaos, izdanog godinu dana ranije.

## Popis pjesama

#### CD 1
| Br. | Skladba                                           | Tekstopisac   | Skladatelj                                   | Izvorni album                          | Trajanje |
| --- | ------------------------------------------------- | ------------- | -------------------------------------------- | -------------------------------------- | -------- |
| 1.  | »Pull Me Under« (2007 remix)                      | Kevin Moore   | Dream Theater                                | Images and Words                       | 8:13     |
| 2.  | »Take the Time« (2007 remix)                      | Dream Theater | Dream Theater                                | Images and Words                       | 8:22     |
| 3.  | »Lie« (dorađeni singl)                            | Moore         | Dream Theater                                | Awake                                  | 5:02     |
| 4.  | »Peruvian Skies«                                  | John Petrucci | Dream Theater                                | Falling into Infinity                  | 6:42     |
| 5.  | »Home« (dorađeni singl)                           | Mike Portnoy  | Dream Theater                                | Metropolis Pt. 2: Scenes from a Memory | 5:38     |
| 6.  | »Misunderstood« (dorađeni singl)                  | Petrucci      | Petrucci, John Myung, Jordan Rudess, Portnoy | Six Degrees of Inner Turbulence        | 5:14     |
| 7.  | »The Test That Stumped Them All« (dorađeni singl) | Portnoy       | Petrucci, Myung, Rudess, Portnoy             | Six Degrees of Inner Turbulence        | 5:00     |
| 8.  | »As I Am« (dorađeni singl)                        | Petrucci      | Petrucci, Myung, Rudess, Portnoy             | Train of Thought                       | 7:14     |
| 9.  | »Endless Sacrifice«                               | Petrucci      | Petrucci, Myung, Rudess, Portnoy             | Train of Thought                       | 11:23    |
| 10. | »The Root of All Evil« (dorađeni singl)           | Portnoy       | Dream Theater                                | Octavarium                             | 7:16     |
| 11. | »Sacrificed Sons« (dorađeni singl)                | James LaBrie  | Dream Theater                                | Octavarium                             | 9:41     |

#### CD 2
| Br. | Skladba                                   | Tekstopisac | Skladatelj                       | Izvorni album                          | Trajanje |
| --- | ----------------------------------------- | ----------- | -------------------------------- | -------------------------------------- | -------- |
| 1.  | »Another Day« (2007 remix)                | Petrucci    | Dream Theater                    | Images and Words                       | 4:25     |
| 2.  | »To Live Forever«                         | Myung       | Dream Theater                    | Lie                                    | 4:56     |
| 3.  | »Lifting Shadows off a Dream«             | John Myung  | Dream Theater                    | Awake                                  | 6:09     |
| 4.  | »The Silent Man«                          | Petrucci    | Petrucci                         | Awake                                  | 3:47     |
| 5.  | »Hollow Years«                            | Petrucci    | Dream Theater                    | Falling into Infinity                  | 5:55     |
| 6.  | »Through Her Eyes« (sa singl izdanja)     | Petrucci    | Dream Theater                    | Metropolis Pt. 2: Scenes from a Memory | 6:03     |
| 7.  | »The Spirit Carries On«                   | Petrucci    | Dream Theater                    | Metropolis Pt. 2: Scenes from a Memory | 6:40     |
| 8.  | »Solitary Shell« (obrađeni singl)         | Petrucci    | Petrucci, Myung, Rudess, Portnoy | Six Degrees of Inner Turbulence        | 4:10     |
| 9.  | »I Walk Beside You«                       | Petrucci    | Dream Theater                    | Octavarium                             | 4:28     |
| 10. | »The Answer Lies Within« (obrađeni singl) | Petrucci    | Dream Theater                    | Octavarium                             | 5:15     |
| 11. | »Disappear«                               | LaBrie      | Petrucci, Myung, Rudess, Portnoy | Six Degrees of Inner Turbulence        | 6:45     |

## Izvođači
- James LaBrie – vokali
- John Petrucci – gitara, prateći vokali
- John Myung – bas-gitara
- Mike Portnoy – bubnjevi, udaraljke, prateći vokali
- Jordan Rudess – klavijature (od 5. do 11. skladbe na prvom CD–u, od 6. do 11. skladbe na drugom CD–u)
- Kevin Moore – klavijature (od 1. do 3. skladbe na prvom CD–u, od 1. do 4. skladbe na drugom CD–u)
- Derek Sherinian – klavijature, prateći vokali u "Peruvian Skies" i "Hollow Years"
- Jay Beckenstein – saksofon u "Another Day" i "Through Her Eyes"
- Theresa Thomason – prateći vokali u "Through Her Eyes" i "The Spirit Carries On"

## Vanjske poveznice
- Službene stranice sastava  Arhivirana inačica izvorne stranice od 15. prosinca 2009. (Wayback Machine) – album Greatest Hit (...and 21 Other Pretty Cool Songs)